# Шильхер, Антуан
Антуан Шильхер (нем.  Antoine Schilcher, 1795 Королевство Бавария — 4 мая 1828 Порос Греция) — баварский офицер и филэллин, принявший участие в Наполеоновских войнах и Освободительной войне Греции.
Художник-любитель. Отображён в одной из литографий Карла Крацайзена.

## Биография
Антуан Шильхер родился в Баварском королевстве в 1795 году.
Получил военное образование в Военной академии Мюнхена и в звании лейтенанта служил в артиллерии баварской армии. В период 1813—1815 годов воевал против французов.
Практически сразу после начала Освободительной войны Греции (1821—1829) в германских землях стали образовываться Филэллинские комитеты в поддержку восставших греков:529.
Не располагаем информацией если Шильхер состоял в Филэллинском комитете или последовал примеру других немецких волонтёров, в любом случае в августе 1826 года он покинул Мюнхен и отправился в сражающуюся Грецию.
Вызывает сомнение информация что этот шаг Шильхера был сделан им без разрешения командования, поскольку это был период когда король Баварии Людвиг, страстный поклонник классической Греции и филэллин, после своего восхождения на трон в 1825 году получил возможность начать претворять в жизнь свои филэллинские идеи и оказать существенную помощь греческим повстанцам на государственном уровне, и сделал Мюнхен центром немецкого филэллинизма.
Сразу после восхождения на трон, Людвиг негласно (озираясь на враждебный по отношению к Греческой революции Священный Союз) разрешил отбытие в Грецию в том же 1826 году группе своих офицеров, во главе с подполковником Карлом Гайдеком, самым старшим по званию и самым известным в дальнейшем баварским филэллином.
Шильхер прибыл в Навплион следуя несколько другим маршрутом, нежели его одногодка лейтенант Карл Крацайзен (через Анкону, Дирахий, Керкиру и Закинф.
Почти сразу по прибытии он присоединился к группе подполковника К. Гайдека, находившейся тогда на острове Саламин, под командованием шотландского филэллина Т. Гордона. Соединение Гордона в дальнейшем соединилось с армией военачальника Г. Караискакиса, поставившего своей целью (повторно) освободить Среднюю Грецию: Г-321
Как следует из мемуаров английского артиллериста Thomas Douglas Whitcombe Шильхер принял участие в последовавших боях в Аттике, однако его участие непосредственно в высадке Фалерона в апреле 1827 года не потверждено и остаётся под вопросом, поскольку из 26 филэллинов принявших участие в этом сражении выжили только четверо.
После Фалерона, будучи артиллерийским офицером и не имея морских навыков, Шильхер был назначен английским капитаном филэллином Ф. Гастингсом командиром парусной канонерки и принял участие в операциях Гастингса и Томаса в западной Средней Греции. Не исключено, что речь идёт о командовании десантом.
Флотилии Гастингса и Томаса в этот период сразились с турками на западе Греции 20 июля 1827 года, 11 сентября: Г-389 и 18/30 сентября: Г-388.
Детали его морской службы требуют дальнейшего исследования, но его участие в войне на море было непродолжительным.
В начале октября Шильхер вступил в экспедиционный корпус полковника Ш. Фавье, отправившшегося освобождать разрушенный турками и обезлюдевший с апреля 1822 года остров Хиос.
Корпус Фавье после высадки вынудил турецкий гарнизон запереться в крепости столицы острова: Δ-47.
Но уже 16/29 октября, всего неделю после Наваринского сражения, командир прибывшего на Хиос французского военного корабля доставил Фавье приказ адмирала Анри де Риньи немедлено снять осаду: Δ-405, что подтверждает тот факт, что задачей поставленной объединённой англо-франко-российской эскадре было принуждение к миру воюющих сторон, а вовсе не оказание помощи греческим повстанцам:93. При этом греческим повстанцам было отказано в геополитических претензиях на территории вне Пелопоннеса, в частности на острова Крит и Хиос
Фавье ответил что выполняет приказы только греческого правительства и продолжил осаду, безуспешно стараясть поставить союзников перед свершившимся фактом взятия крепости и освобождения острова. Шильхер был участником этих боёв.
Но 4 ноября английский бриг доставил приказ о снятии осады за подписью уже и английского, и французского и российского адмиралов.
В декабре Фавье снял осаду и его экспедиционный корпус вернулся на остров Порос.
Шильхер остался на этом острове, поскольку в 1827 году К. Гайдек начал строить крепость на островке Бурдзи, контролировавшую вход в гавань Пороса.
Именно здесь, на побережье напротив Пороса, произошло событие которое прервало не только участие Шильхера в Освободительной войне греков, но прервало и его жизнь. В конце 1827 года, во время охоты на побережье Тризинии, он по ошибке был тяжело ранен своим баварским другом. Шильхер был перевезен на Порос. На острове с 1825 года в частном строении существовал временный военный госпиталь, созданный швейцарским врачом и филэллином Луи-Андре Госсом(1791—1873) но располагавший ограниченными возможностями. К тому же сам Госс заболел и покинул остров в марте 1828 года.
Шильхер пролежал в госпитале острова несколько месяцев, но в конечном итоге умер 4 мая 1828 года

## Художник
- Как следует из Словаря который издал на французском языке Francois Druliiot в Мюнхене в 1832 году, Шильхер был достаточно известным художником самоучкой (любителем — amateur).

На полотнах своих работ он проставлял свои инициалы A. S..
- Образ Шильхера сохранился благодаря литографии Карла Крацайзена, включёной в опубликованную в 1831 году в Мюнхене книгу Крацайзена с портретами участников Освободительной войны[14].